# Canó naval de 12,7 cm/40 tipus 89
El canó naval de 12,7 cm/40 tipus 89 (40 Kokei Hachikyu Shiki 12 Senchi 7 Kokakuho) va ser un canó antiaeri (AA) japonès introduït abans de la Segona Guerra Mundial. Va ser el canó antiaeri pesat estàndard de la Marina Imperial Japonesa durant la guerra.
El Tipus 89 va ser adoptat per la Marina Imperial el 6 de febrer de 1932 i va ser el canó antiaeri principal dels nous portaavions, cuirassats i creuers, més comunament instal·lat en muntatges de dos canons. Va ser utilitzat com a armament principal dels destructors de la classe Matsu. A mesura que els vaixells japonesos es van actualitzar als anys 1930 i 1940, els canons antiaeris més antics, com ara el canó naval de Tipus 3r any 8 cm/40 o el  Tipus 10è any 12 cm/45, van ser substituïts per els Tipus 89.